# Petr Canisius

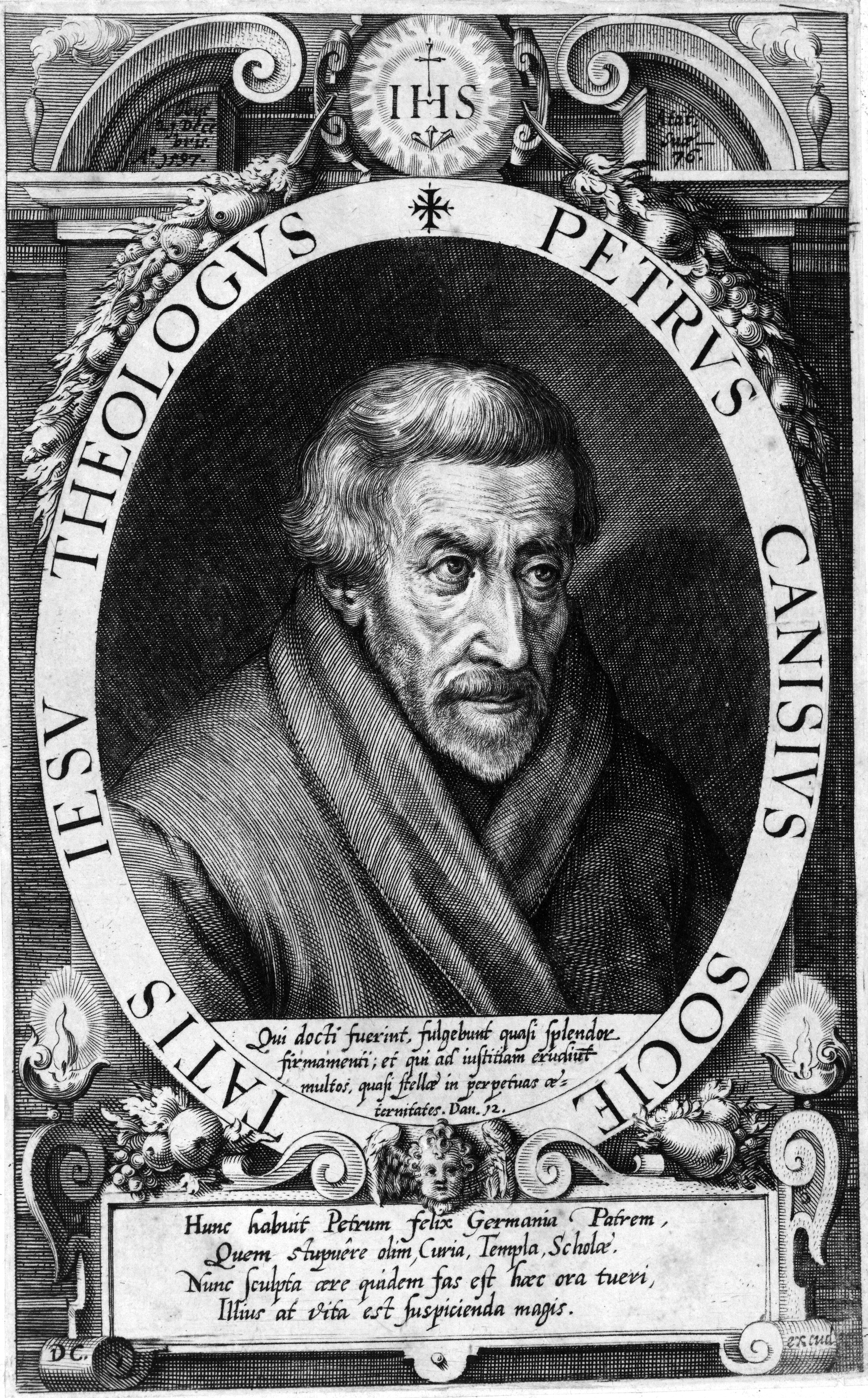
Petrus Canisius (1600)

Svatý Petr Canisius, původně Peter Kanis, někdy též počeštěně Petr Kanisius (8. května 1521, Nijmegen, Nizozemí – 21. prosince 1597, Freiburg im Üechtland, Švýcarsko) byl významný jezuitský teolog a kazatel, autor prvních katolických katechismů a jedna z hlavních postav katolické reformy kolem tridentského koncilu. Roku 1925 byl prohlášen učitelem církve. Jeho památka se slaví 21. prosince.

## Život
Canisiův otec byl starostou města Nijmegen. Petr Canisius studoval práva a filosofii, potom přestoupil na teologii na univerzitě v Kolíně nad Rýnem. Roku 1543 se setkal s Petrem Faberem, jedním ze zakladatelů jezuitského řádu, do něhož také vstoupil (jako první Nizozemec) a spoluzakládal v Kolíně první jezuitskou kolej v Německu. Roku 1546 byl vysvěcen na kněze a roku 1547 se na pozvání augsburského biskupa účastnil Tridentského koncilu. Roku 1549 složil v Římě slavné sliby, získal doktorát teologie v Bologni a pak byl dva roky profesorem a rektorem univerzity v Ingolstadtu (dnešní Ludvík-Maxmiliánova univerzita v Mnichově). V letech 1552–1556 byl kazatelem ve vídeňské katedrále a krátce i administrátorem tamního biskupství(1554–1555). Roku 1554 vydal svůj první katechismus pro kněze a 1556 by jmenován provinciálem jezuitů pro jižní Německo, české země a Rakousko. Téhož roku přivedl do Prahy 12 spolubratří a založil s nimi jezuitskou kolej na Starém Městě pražském, západní křídlo později dostavěného (Klementina), zvané zprvu po něm Canisium, tam také kázal. Pak působil jako kazatel v řadě německých měst, zejména v Mnichově, Ingoldtadtu, Innsbrucku a Augsburgu. Roku 1558 cestoval s papežským nunciem do Polska, 1559 se zúčastnil říšského sněmu v Augsburgu a roku 1562 opět koncilu v Tridentu(trval totiž v l.1545-1563). Roku 1580 založil kolej ve Fribourgu (Freiburg im Üechtland) ve Švýcarsku, kde také zemřel a je v univerzitním kostele pochován.
Roku 1854 byl blahořečen (tj. beatifikován) a 21. května 1925 byl kanonizován=svatořečen.

## Dílo
Canisius vydal spisy kazatele a mystika J. Taulera (1543), Cyrila Alexandrijského a Lva Velikého. Napsal první katolické katechismy jako odpověď na katechismy reformátorů:
- Velký katechismus (Summa doctrinae christianae, latinsky 1555, německy 1556), určený pro kněze,
- Malý katechismus (latinsky a německy 1558, přeložen do dalších 10 jazyků) a
- Střední katechismus (1558).

Za jeho života se dočkaly více než 200 vydání a podstatně ovlivnily tehdy vznikající Římský katechismus (Tridentský). Napsal řadu dogmatických a apologetických spisů, které se vyznačují velmi zdvořilým postojem k odpůrcům. I v osobním styku Canisius imponoval výmluvností, ale hlavně respektem ke svým protivníkům, které nikdy nenazýval kacíři nebo bludaři a svým současníkům ostře vytýkal, že s lidmi odlišné víry nejednají tak, aby je z omylů vyléčili, ale že z nich dělají nevyléčitelné. Stejně ostře vystupoval i proti chybám své vlastní církve.
Roku 1854 byl Petr Canisius prohlášen blahoslaveným, roku 1925 svatým a učitelem církve. Jeho svátek se slavil 21. dubna, od roku 1969 se slaví ve výroční den jeho smrti 21. prosince. Canisiovo jméno nese řada jezuitských škol po celém světě.